# 木崎由里亞
木崎由里亞（日语：木﨑 ゆりあ，1996年2月11日—）是日本女演員，為女子偶像團體SKE48、AKB48前成員，愛知縣春日井市出身。2009年以SKE48第3期生身分出道，成為SKE48旗下分隊Team S成員，之後於「AKB48集團大組閣祭」後移籍至AKB48 Team 4並擔任副隊長，2015年移籍AKB48 Team B並擔任隊長，至2017年9月30日自AKB48畢業。
2017年，移籍至Tristone。

## 經歷
出道前，木崎對成為偶像歌手並無多大興趣，只是想進入演藝圈，因此便參加了許多徵選活動。其後，木崎的母親告知SKE48正在舉行徵選，於是木崎便報名參加了。2009年11月1日，木崎於「SKE48第三期研究生試鏡會」中合格。
2010年6月23日，從研究生升格至Team S分隊；7月7日，於當日發售的SKE48第三張單曲《抱歉，SUMMER》中，獲選成為單曲選拔成員之一，首次進入選拔組。
2011年7月27日，於當日發售的SKE48第六張單曲《翡翠色的沙灘裙》中，成為「Selection 8」的一員，並演唱收錄的歌曲《不會停止煙花》，並同時於連續劇《抓住明日的光2》中，與間野春香、山田澪花共同出演劇中虛構的偶像組合「小番茄」，首次在全國播出的連續劇中演出。
2012年6月6日，於「AKB48第27張單曲選拔總選舉」中獲得10,554票，得到第31名，成為Under Girls。
2013年5月19日、20日，與大矢真那、石田安奈三人在台北舉辦握手與簽名會，是SKE48成員首次在台灣舉辦握手與簽名會的活動。6月8日，於「AKB48第32張單曲選拔總選舉」中獲得30,307票，得到第22名，再次獲選為Under Girls。
2014年1月24日，木崎獲選成為「GALAXY of DREAMS」之一，並代言三星Galaxy系列手機。2月24日，於Zepp DiverCity Tokyo舉辦的「AKB48集團大組閣祭」中宣布移籍至AKB48 Team 4，並且擔任Team 4副隊長。4月21日，舉行SKE48 Team S的千秋樂公演，結束於SKE48的活動。4月24日，AKB48的大組閣新體制開始運作，並於當日舉行Team 4初日公演，正式以「峯岸Team 4」成員身分進行活動。5月20日，宣布參演《GTO》續集，於劇中飾演一角。此外，木崎於當天錄製的搞笑節目《帥呆了！》的日本女子職業摔跤單元彩排中不慎受傷，造成左手關節遠端橈骨骨折，需要3至4週才能痊癒。6月7日，木崎於「AKB48第37張單曲選拔總選舉」中獲得30,154票，得到第23名，第三次入選為Under Girls。6月17日，披露出演電影《柘榴坂的復仇》。9月17日，於「AKB48 Group 猜拳大會2014」中不敵東由樹，在第二回戰出局，未能入選渡邊美優紀個人出道單曲中C/W曲的選拔成員。9月22日，披露每日放送將製作木崎的第一個冠名節目《AKB48木崎由里亞2014年的灰姑娘》，並預計於10月分開始播出。
2015年3月26日，於埼玉超級競技場舉辦的「AKB48春季單獨演唱會～次期總現正修行中！～」演唱會上宣布新的組閣人事異動，木崎由所屬隊伍的Team 4轉移至Team B，並擔任Team B隊長一職。6月6日，於「AKB48第41張單曲選拔總選舉」中獲得26,994票，得到第22名，第四次入選為Under Girls。
2017年4月12日，於廣播節目《AKB48的All Night Nippon》上宣布將自AKB48畢業。之後在同年9月28日於SKE48劇場舉辦畢業公演、同月30日於AKB48劇場舉辦畢業公演；做為畢業前的紀念，木崎在同月15日發行了第二本個人寫真集《Stagedoor》。

## 人物
- 到目前為止最開心的是「誕生到這世上」[26]。家庭成員包括：父親、母親、兄長、自己[27]。
- 興趣為動畫鑑定，是二次元同好會的成員。喜歡的音樂類型為動畫音樂，喜歡看《ONE PIECE》[28]和《K-ON!》[29]，《ONE PIECE》中最喜歡多尼多尼·喬巴[30]，《K-ON!》中則最喜歡平澤憂[29]。
- 化妝師曾開玩笑對她說「靜岡縣是在國外」，木崎一直信以為真[31]；去東京工作時，把國會議事堂說成東京城[32]。且認為在日本國內坐飛機的話是需要護照的[32]。
- 和Team KII的成員古川愛李一樣，也有進行Avex Management事務所中的活動[33]。
- 2010年9月[34]和2011年1月[35]時因右眼不適而需配戴眼罩。2011年3月時決心進行手術[36]，3月19日手術成功，但有傷痕留下[37]。
- 經常掉東西與矢神久美一起被稱為「掉東西女王」（忘れ物クイーン）[38]。

### AKB48、SKE48相關
- 在AKB48與SKE48劇場中使用的自我介紹詞皆是（無論何時都心存？PEACE！！在你的心中？由里亞PEACE！！）。
- 從小學2年級就開始學舞蹈，亦是SKE48中舞蹈能力數一數二的成員。但在休息室中總是會顯得非常緊張，但是只要站在舞台上，就會變得有氣勢起來。
- 成員公認的笨蛋，被「元祖笨蛋」矢神久美稱為「笨蛋」的「笨蛋人才」[32]。
- 尊敬的成員是SKE48的松井珠理奈[39]，原因為「雖然年紀也很小，但是跳舞很厲害而且跳舞的時候也非常帥」[40]，AKB48則是渡邊麻友[41]。
- 與小木曽汐莉像是姊妹的關係，亦和加藤琉美一起結成[2]、常互借漫畫[42]。由於和原望奈美年齡相近，雙方的關係也很好。
- SKE48 Team E成員淺井裕華是木崎的表妹[43]。

## 參與歌曲
- 標註有「★」符號者表示該首歌曲有拍攝MV。

### 單曲CD
AKB48名義
|           | 發行日期       | 單曲名稱           | 參與歌曲名稱       | 名義            | 收錄於               | MV | 備註                    |
| --------- | -------------- | ------------------ | ------------------ | --------------- | -------------------- | -- | ----------------------- |
| SKE48時期 |                |                    |                    |                 |                      |    |                         |
| 18th      | 2010年10月27日 | Beginner           | 專屬於我的Value    | Under Girls     | 全版本               | ★  |                         |
| 25th      | 2012年2月15日  | GIVE ME FIVE!      | NEW SHIP           | Special Girls A | Type-A               | ★  |                         |
| 26th      | 2012年5月23日  | 仲夏的Sounds good! | 仲夏的Sounds good! |                 | 全版本               | ★  | A面曲 首次進入AKB48選拔 |
| 27th      | 2012年8月29日  | 格子花紋           | 如此波西米亞       | Under Girls     | Type-B               | ★  |                         |
| 28th      | 2012年10月31日 | UZA                | 下一個Season       | Under Girls     | 全版本               | ★  |                         |
| 29th      | 2012年12月5日  | 永遠的壓力         | 逞強的時鐘         | SKE48           | Type-A               | ★  |                         |
| 30th      | 2013年2月20日  | So long!           | Waiting room       | Under Girls     | 全版本               | ★  |                         |
| 31st      | 2013年5月22日  | 再見自由式         | 再見自由式         |                 | 全版本               | ★  | A面曲                   |
| 32nd      | 2013年8月21日  | 戀愛的幸運餅乾     | 想了一下愛的定義   | Under Girls     | 全版本               | ★  |                         |
| 33rd      | 2013年10月30日 | 真心電流           | 快速與動體視力     | Under Girls     | 除Type-B外           | ★  |                         |
| 34th      | 2013年12月11日 | 倘若在梧桐樹什麼的 | Escape             | SKE48           | Type-S               | ★  |                         |
| 35th      | 2014年2月26日  | 勇往直前           | 比起昨天更喜歡你   | Smiling Lions   | 全版本               | ★  |                         |
| AKB48時期 |                |                    |                    |                 |                      |    |                         |
| 36th      | 2014年5月21日  | 拉布拉多獵犬       | 拉布拉多獵犬       |                 | 全版本               | ★  | A面曲                   |
| 36th      | 2014年5月21日  | 拉布拉多獵犬       | 芳心逃脫遊戲       | Team 4          | Type-4               | ★  | Center                  |
| 37th      | 2014年8月27日  | 心意告示牌         | 某人投的球         | Under Girls     | 除Type-D             | ★  |                         |
| 38th      | 2014年11月26日 | 希望無限           | 希望無限           |                 | 全版本               | ★  | A面曲                   |
| 38th      | 2014年11月26日 | 希望無限           | 睜大雙眼的初吻     | Team 4          | Type-D               | ★  | Center                  |
| 39th      | 2015年3月4日   | Green Flash        | Green Flash        |                 | 全版本               | ★  | A面曲                   |
| 39th      | 2015年3月4日   | Green Flash        | 來真的嗎Fight      |                 | Type-A               | ★  |                         |
| 39th      | 2015年3月4日   | Green Flash        | 春光 靠近的夏日    | AKB48           | Type-A               | ★  |                         |
| 40th      | 2015年5月20日  | 我們不戰鬥         | 我們不戰鬥         |                 | 全版本               | ★  | A面曲                   |
| 40th      | 2015年5月20日  | 我們不戰鬥         | 你的第二章         |                 | Type-D               | ★  |                         |
| 41st      | 2015年8月26日  | Halloween Night    | 再見沖浪板         | Under Girls     | Type-A Type-B 劇場盤 | ★  |                         |
| 41st      | 2015年8月26日  | Halloween Night    | 一步目音頭         |                 | Type-C               | ★  |                         |
| 41st      | 2015年8月26日  | Halloween Night    | 混混機關槍         |                 | Type-D               | ★  |                         |
| 42nd      | 2015年12月9日  | 紅唇Be My Baby     | 紅唇Be My Baby     |                 | 全版本               | ★  | A面曲                   |
| 42nd      | 2015年12月9日  | 紅唇Be My Baby     | 365天的紙飛機      |                 | 全版本               | ★  |                         |
| 42nd      | 2015年12月9日  | 紅唇Be My Baby     | 金色翅膀的人啊     | Team B          | Type-C               | ★  | Center                  |
| 42nd      | 2015年12月9日  | 紅唇Be My Baby     | 鼓勵的話           |                 | Type-D               | ★  |                         |
| 43nd      | 2016年3月9日   | 你就是旋律         | 你就是旋律         |                 | 全版本               | ★  | A面曲                   |
| 43nd      | 2016年3月9日   | 你就是旋律         | LALALA訊息         | AKB48次世代選拔 | 全版本               | ★  |                         |
| 44th      | 2016年6月1日   | 不需要翅膀         | 不需要翅膀         |                 | 全版本               | ★  | A面曲                   |
| 44th      | 2016年6月1日   | 不需要翅膀         | 一談戀愛就變傻     | Team B          | Type-A               | ★  |                         |
| 45th      | 2016年8月31日  | LOVE TRIP/分享幸福 | 沒進化嘛           | Next Girls      | Type-B               | ★  |                         |
| 45th      | 2016年8月31日  | LOVE TRIP/分享幸福 | BLACK FLOWER       |                 | 劇場盤               |    |                         |
| 46th      | 2016年11月16日 | High Tension       | High Tension       |                 | 全版本               | ★  | A面曲                   |
| 46th      | 2016年11月16日 | High Tension       | 快樂結局           | Renatchies      | Type-A               | ★  |                         |
| 47th      | 2017年3月15日  | Shoot Sign         | Shoot Sign         |                 | 全版本               | ★  | A面曲                   |
| 48th      | 2017年5月31日  | 空有願望           | 空有願望           |                 | 全版本               | ★  | A面曲                   |
| 48th      | 2017年5月31日  | 空有願望           | 明灭女人香         |                 | Type-B               | ★  |                         |
| 49th      | 2017年8月30日  | #就是喜欢你        | 不放弃             |                 | Type-E               | ★  | 角色名为啪啪啦木崎      |

SKE48名義
|      | 發行日期       | 單曲名稱            | 參與歌曲名稱         | 名義             | 收錄於        | MV | 備註               |
| ---- | -------------- | ------------------- | -------------------- | ---------------- | ------------- | -- | ------------------ |
| 2nd  | 2010年3月24日  | 藍天下的單相思      | 蹦極宣言             | Team B.L.T.      | 全版本        | ★  | 出道作品           |
| 3rd  | 2010年7月7日   | 抱歉，SUMMER        | 抱歉，SUMMER         |                  | 全版本        | ★  | A面曲 首次進入選拔 |
| 4th  | 2010年11月17日 | 1!2!3!4! 請多關照!  | 1!2!3!4! 請多關照!   |                  | 全版本        | ★  | A面曲              |
| 4th  | 2010年11月17日 | 1!2!3!4! 請多關照!  | 青春好難為情         | 紅組             | Type-B        | ★  |                    |
| 5th  | 2011年3月9日   | 萬歲Venus           | 萬歲Venus            |                  | 全版本        | ★  | A面曲              |
| 6th  | 2011年7月27日  | 翡翠色的沙灘裙      | 翡翠色的沙灘裙       |                  | 全版本        | ★  | A面曲              |
| 6th  | 2011年7月27日  | 翡翠色的沙灘裙      | 不會停止煙花         | Selection 8      | Type-C        |    |                    |
| 7th  | 2011年11月9日  | Okey Dokey          | Okey Dokey           |                  | 全版本        | ★  | A面曲              |
| 7th  | 2011年11月9日  | Okey Dokey          | 來唱吧，我們的校歌   | Selection 8      | Type-C        |    |                    |
| 8th  | 2012年1月25日  | 單戀Finally         | 單戀Finally          |                  | 全版本        | ★  | A面曲              |
| 8th  | 2012年1月25日  | 單戀Finally         | 沉默寡言月           | Selection 8      | Type-C        |    |                    |
| 9th  | 2012年5月16日  | I love you 我愛你！ | I love you 我愛你！  |                  | 全版本        | ★  | A面曲              |
| 10th | 2012年9月19日  | 即使接吻也是左撇子  | 即使接吻也是左撇子   |                  | 全版本        | ★  | A面曲              |
| 11st | 2013年1月30日  | 巧克力的奴隸        | 巧克力的奴隸         |                  | 全版本        | ★  | A面曲              |
| 11st | 2013年1月30日  | 巧克力的奴隸        | Darkness             | 7舞者            | Type-A 劇場盤 | ★  |                    |
| 12nd | 2013年7月17日  | 美麗的閃電          | 美麗的閃電           |                  | 全版本        | ★  | A面曲              |
| 12nd | 2013年7月17日  | 美麗的閃電          | JYURI-JYURI BABY     | Team S           | Type-A        | ★  |                    |
| 12nd | 2013年7月17日  | 美麗的閃電          | 來組建樂隊吧         | 魔法樂隊         | Type-C        |    |                    |
| 13rd | 2013年11月20日 | 贊成卡哇伊！        | 贊成卡哇伊！         |                  | 全版本        | ★  | A面曲              |
| 13rd | 2013年11月20日 | 贊成卡哇伊！        | 道路為什麼繼續下去？ | 愛知豐田選拔     | 全版本        |    |                    |
| 13rd | 2013年11月20日 | 贊成卡哇伊！        | 一直一直在前方的今天 | 精選18           | 劇場盤        |    |                    |
| 14th | 2014年3月19日  | 未來是什麼？        | 未來是什麼？!        |                  | 全版本        | ★  | A面曲              |
| 14th | 2014年3月19日  | 未來是什麼？        | GALAXY of DREAMS     | GALAXY of DREAMS | Type-A        | ★  | 首次擔任Center     |
| 14th | 2014年3月19日  | 未來是什麼？        | 像是貓豎起尾巴般     | Team S           | Type-B        | ★  |                    |

### 專輯CD
AKB48名義
|           | 發行日期       | 專輯名稱                     | 參與歌曲名稱      | 名義                    | 收錄於           | 備註 |
| --------- | -------------- | ---------------------------- | ----------------- | ----------------------- | ---------------- | ---- |
| SKE48時期 |                |                              |                   |                         |                  |      |
| 3rd       | 2011年6月8日   | 就是在這裡                   | 就是在這裡        | AKB48+SKE48+SDN48+NMB48 | 全版本           |      |
| 4th       | 2012年8月15日  | 1830m                        | 在曾經看見的海底  | Up-and-coming girls     | 全版本           |      |
| 4th       | 2012年8月15日  | 1830m                        | 溫柔的地圖        |                         | 劇場盤           |      |
| 4th       | 2012年8月15日  | 1830m                        | 藍天 不會寂寞嗎？ | AKB48+SKE48+NMB48+HKT48 | 全版本           |      |
| 5th       | 2014年1月22日  | 未來軌跡                     | 教你 獵男的方法   |                         | Type-A           |      |
| 5th       | 2014年1月22日  | 未來軌跡                     | 破爛藍調          |                         | Type-B           |      |
| AKB48時期 |                |                              |                   |                         |                  |      |
| 6th       | 2015年1月21日  | 這裡是羅德斯島、在這裡跳吧！ | 愛的存在          |                         | 全版本           |      |
| 6th       | 2015年1月21日  | 這裡是羅德斯島、在這裡跳吧！ | 城市旅館100號房   |                         | Type-A           |      |
| 6th       | 2015年1月21日  | 這裡是羅德斯島、在這裡跳吧！ | 眼淚等一下再說    | Team 4                  | Type-B           |      |
| 7th       | 2015年11月18日 | 0與1之間                     | 愛樂成癮          | Team B                  | MILLION SINGLES  |      |
| 7th       | 2015年11月18日 | 0與1之間                     | 玫瑰唸珠          |                         | COMPLETE SINGLES |      |
| 8th       | 2017年1月25日  | 點時成菁                     | 那天的自己        |                         | 全版本           |      |
| 8th       | 2017年1月25日  | 點時成菁                     | 青涩的摇滚        |                         | Type-B           |      |

SKE48名義
|     | 發行日期      | 專輯名稱           | 參與歌曲名稱    | 名義   | 收錄於 | 備註 |
| --- | ------------- | ------------------ | --------------- | ------ | ------ | ---- |
| 1st | 2012年9月19日 | 不會忘記這天的鐘聲 | 呼拉圈GO!GO!GO! | Team S | 全版本 |      |
| 1st | 2012年9月19日 | 不會忘記這天的鐘聲 | 鬧情緒的雨夜……  | 精選8  | 全版本 |      |
| 1st | 2012年9月19日 | 不會忘記這天的鐘聲 | Beginner        | Team S | 通常盤 |      |

### 劇場公演分組曲
| 公演名稱                       | 參與歌曲名稱   | 備註                           |
| ------------------------------ | -------------- | ------------------------------ |
| SKE48時期                      |                |                                |
| 研究生時期                     |                |                                |
| 研究生「PARTY開始了」公演      | 裙擺飄飄       |                                |
| 研究生「PARTY開始了」公演      | 星之溫度       |                                |
| Team S時期                     |                |                                |
| Team S 3rd Stage「制服之芽」   | 狼與自尊       | 森紗雪降格後                   |
| Team S 3rd Stage「制服之芽」   | 萬花筒         | 分组曲洗牌后                   |
| Team S 4th Stage「RESET」      | 制服的抵抗     |                                |
| AKB48時期                      |                |                                |
| 峯岸Team 4時期                 |                |                                |
| Team 4 3rd Stage「偶像的黎明」 | 口對口的巧克力 | Center                         |
| 木崎Team B時期                 |                |                                |
| 春風亭小朝「夏娃是亞當的肋骨」 | 就是喜欢妳     | solo                           |
| 田中將大「我在這裡的理由」     | 你是天马       |                                |
| Team B 6th Stage“正在恋爱中”   | Faint          | Center                         |
| Team B 6th Stage“正在恋爱中”   | 纯爱的渐强音   | center 仅HKT48剧场联合公演演出 |
| 「點時成菁」公演               | 有裂痕的镜子   | 峰岸南的代演                   |

## 戲劇演出
- 註：關於SKE48演唱會及團體演出（包括廣告、其他活動）可參照「SKE48」條目

### 電視劇
- 2009外人球團 第21、22話（2010年8月11日、12日，富士電視二台（日语：フジテレビTWO）他）飾演：本人
- 妄想刑警！（日语：モウソウ刑事!）（2011年1月12日－，東海電視台）飾演：巫女
- 抓住明日的光2 第18、19話（2011年7月27日、28日，東海電視台）飾演：齊藤沙織
- 馬路須加學園3（2012年7月13日－10月5日，東京電視台）飾演：Peace
- 女生BASARA外傳（日语：ギャルバサラ -戦国時代は圏外です-）（2012年8月29日，名古屋電視台）飾演：西村奈緒
- GTO 2（2014年7月8日－9月16日，關西電視台）飾演：百合原五月（百合原さつき）
- 馬路須加學園4（2015年1月19日－3月30日，日本電視台）飾演：Magic
- 戰鬥吧！書店女孩（日语：書店ガール#テレビドラマ）（2015年4月14日－，關西電視台）飾演：遠野由香
- 馬路須加學園5（2015年8月25日 - 10月27日，日本電視台、Hulu）- 飾 Magic
- AKB恐怖夜 腎上腺素之夜（2015年10月8日，朝日電視台）- 飾 一美（單篇主演）
- AKBラブナイト 恋工場 第27話「突然のキス」（2016年7月28日、朝日電視台） - 主演・晴海
- 豆腐プロレス（2017年1月22日 - 7月2日、朝日電視台） - 飾演：木﨑ゆりあ / パッパラー木﨑
- 教場（2020年1月4日 - 5日、富士電視台） -飾演：山崎優莉奈
- 未満警察 ミッドナイトランナー 第2・3話（2020年7月4日・11日、日本電視台）飾演： 里佳

### 朗讀劇
- 腎上腺素之夜（2015年10月11日19:30，東京六本木Zepp Blue Theater（日语：六本木ブルーシアター））[45]

### 電影
- 女生BASARA～戰國時代不在收訊區～（日语：ギャルバサラ -戦国時代は圏外です-）（2011年11月26日，角川映畫）飾演： 西村奈緒
- 柘榴坂的復仇（2014年9月20日，松竹電影）飾演： 小雪

### 手機電視劇
- 學校的怪談（日语：学校の怪談 (配信ドラマ)） 第4、8、10話（2012年8月）飾演： 本人

## 綜藝節目
- 家鄉聲援綜藝 在這裡！！旅人們（日语：地元応援バラエティ このへん!!トラベラー）（2010年4月3日，朝日放送）
- 週刊AKB（2010年4月16日、5月21日、28日、6月25日、7月2日、16日、8月26日、9月2日，東京電視台）
- AKBINGO!（2010年6月2日－16日、2014年10月8日－，日本電視台）
- 知道並解決!SKE網路（2010年8月2日，NHK名古屋）
- SKE48的Idol×Idol（2010年12月7日、14日，中京電視台）
- 明星尋找太郎（2011年2月26日、3月5日、4月16日，東京電視台）
- 突撃！SKE48報告（2011年5月22日・29日，毎日放送）
- 香蕉人博客偵探（2011年5月31日，東海電視台）
- 戀愛總選舉（日语：恋愛総選挙）（2014年4月24日－2014年7月24日，富士電視台）
- AKB48神TV（家庭劇場（日语：ファミリー劇場））
  - Season16（2014年8月24日、9月7日、9月14日、2014年10月5日）
  - Season17（2014年11月9日）
- AKB48 旅少女（日语：AKB48 旅少女）（2015年4月4日，日本電視台）

## 電台節目
- SKE48 歡迎來到摩天輪！！（日语：SKE48 観覧車へようこそ!!）（2010年7月5日、9月20日、27日、2011年4月18日、5月9日，CBC電台）
- SKE48 1+1可不等於2！（日语：SKE48 1+1は2じゃないよ!）（2010年11月23日、2011年5月16日、23日－27日，東海電台）
- SKE48 1+1可不等於3！（日语：SKE48 1+1は2じゃないよ!）（2011年5月22日，東海電台）

## 網路直播節目
- SKE48的私立SPA!學園（2011年1月27日，NICONICO動畫）

## 註解
1. ↑  與加藤玲奈共同擔任Center。

## 外部連結
- AKB48官網個人介紹頁 （页面存档备份，存于）（日語）
- SKE48官方部落格「木崎由里亞」 （页面存档备份，存于）（日語）
- 木崎由里亞的X（前Twitter）（日語）
- 木崎由里亞的Instagram帳戶

- 木崎由里亞在755的頁面（日語）